# Чебыкин, Алексей Яковлевич
Алексей Яковлевич Чебыкин (род. 1949) — советский и украинский учёный, доктор психологических наук, профессор; действительный член Национальной академии педагогических наук Украины (НАПНУ, 1995) и Международной академии психологических наук.

## Биография
Родился 28 марта 1949 года в селе Нерубайское Одесской области в семье служащих.
В 1971 году окончил факультет физического воспитания Одесского педагогического института имени К. Д. Ушинского  и остался работать в институте преподавателем кафедры физического воспитания. Был призван на службу в Советскую армию, где находился в течение года. Затем окончил аспирантуру при Московском государственном институте физической культуры и в 1977 году вернулся в Одесский педагогический институт, где стал работать преподавателем кафедры психологии.
В 1979 году защитил кандидатскую диссертацию на тему «Особенности эмоциональной устойчивости спортсменов и психологические средства её формирования», получив научную степень кандидата психологических наук. В 1983 году присвоено ученое звание доцента, в 1981—1988 годах  занимал должности доцента, заведующего кафедрой педагогики и методики начального обучения.
В 1991 году защитил докторскую диссертацию на тему «Эмоциональная регуляция учебной деятельности». В 1993 году  было присвоено ученое звание профессора. В течение нескольких лет заведовал кафедрой педагогики и психологии начального обучения, а затем возглавил кафедру теории и методики практической психологии родного вуза.
В 2001—2003 годах  был заместителем директора, затем директором Одесского регионального института государственного управления Украинской академии государственного управления при Президенте Украины. С июня 2003 по ноябрь 2021 занимал должность ректора Южноукраинского педагогического университета имени К. Д. Ушинского. С декабря 2021 работает профессором кафедры теории и методики практической психологии Южноукраинского национального педагогического университета. Подготовил в общей сложности 70 докторов и кандидатов наук.
Основатель научной школы по проблемам эмоциональной регуляции. Автор более 600 научных работ, в том числе 26 монографий и учебных пособий, некоторые из них изданы за рубежом.
Наряду с научной, занимался общественной деятельностью: в течение 1984 - 2022 годов возглавлял Одесское общество психологов, является главным редактором журнала «Наука и образование» НАПНУ, членом редакционной коллегии научных журналов «Психология и педагогика» НАПНУ, «Психология и общество», а также «Industrial Ergonomic» (США).
Награждён орденом «За заслуги» I, II и III степеней, а также медалями «К. Д. Ушинский», «Григорий Сковорода», «Владимир Мономах». Удостоен почетного звания «Заслуженный деятель науки и техники Украины» и нагрудных знаков «Пётр Могила» и «За научные и образовательные достижения».